# Småviltjakt

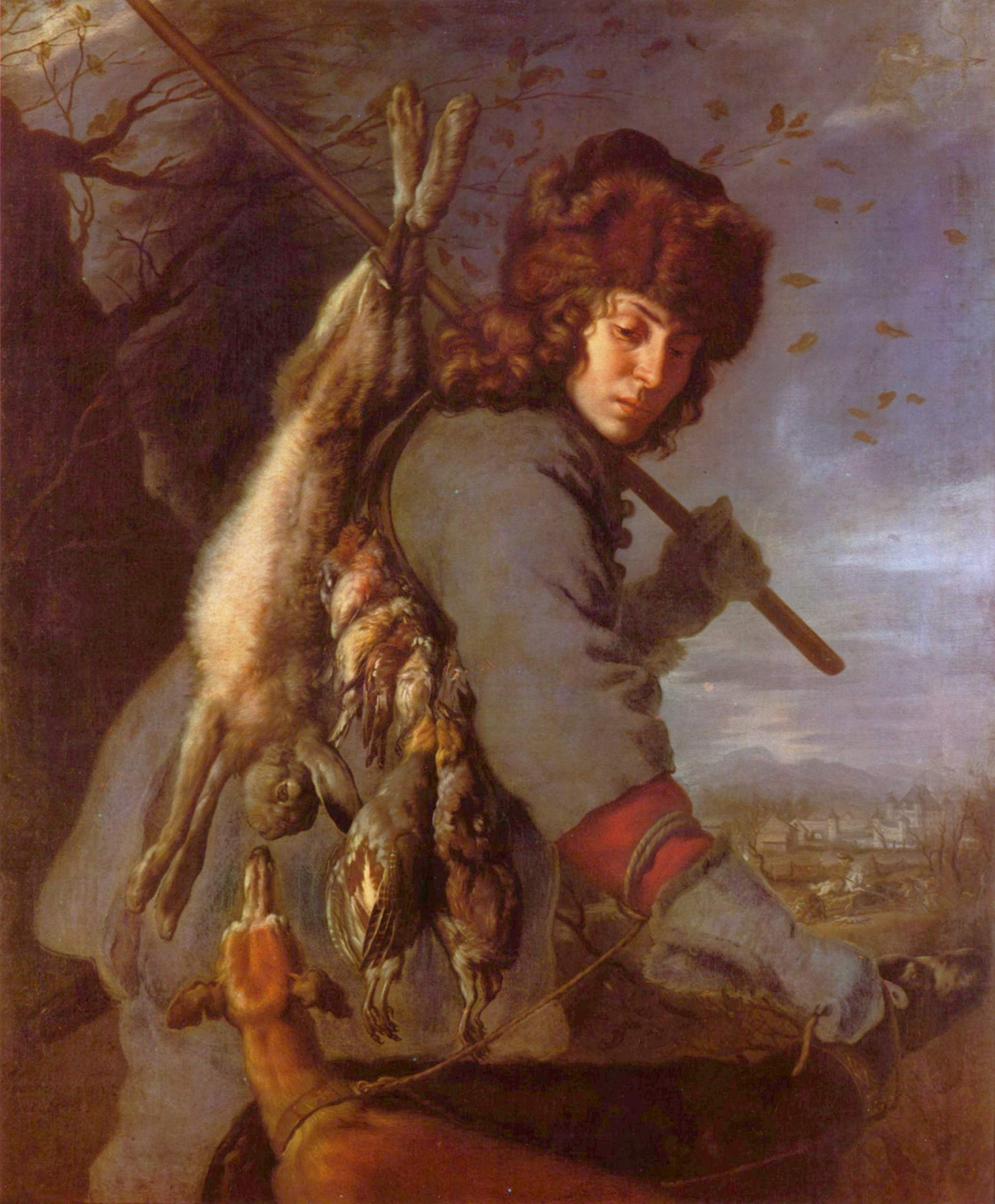
Der November
Joachim von Sandrart, oljemålning, 1643.

Småviltjakt innefattar bland annat jakt på hare, rådjur samt fågeljakt, till exempel på skogsfågel och ripa. Man skiljer på småviltjakt och högviltjakt.

## Småvilt
Med småvilt avses fågel, till exempel på skogsfågel ripa, men även vissa däggdjur som hare, räv, och grävling.

## Jakt på däggdjur

### Harjakt
Hare jagas nästan uteslutande med drivande hundar. Stövare är speciellt framavlade för jakt på hare och räv varför dessa vanligen föredras av jägare vilka har ett stort intresse för harjakt, men det finns även andra jakthundar som kan vara utmärkta harhundar.
Haren är känd för att lura sina förföljare med diverse krumbukter som att springa längs vägar eller tillbaks i sina egna spår varefter ett flera meter långt skutt tas åt sidan, ett så kallat avhopp. Efter ett avhopp måste hunden på nytt ta upp spåret genom att "ringa", det vill säga springa runt området och finna det utgående spåret.
Skogsharar buktar ofta snävare än vad fältharar gör, och de kan även vara benägna att genom avhopp återvända i sina egna slag, och på annat sätt försvåra för hunden. Eftersom jakt på skogshare härigenom kan utgöra en än större utmaning än vad som jakt på fältharar många gånger erbjuder så föredrar de flesta jägare skogsharar framför fältharar.
En metod att jaga hare är att skjuta den på uppsprång. Detta förutsätter att det under dagen före jakten skall ha snöat men att snöfallet upphört under natten. Då jägaren i gryningen påträffar ett slag följer han detta och han har då att själv reda ut harens avhopp och baklöpor. Då jägaren förmodar att han närmar sig harens daglega förbereder han sig för att snabbt kunna avlossa ett skott, varvid dock vapnet skall förbli säkrat, och går långsamt framåt. En hare kan trycka ganska länge, men då jägaren kommer tillräckligt nära gör haren ett uppsprång och försöker fly undan jägaren. Därigenom får jägaren ett tillfälle att skjuta haren på uppsprång.
En annan jaktform är klappjakt. Då går ett antal jägare på led med ett tiotal meter mellan varandra. Jägarna ropar och klappar så att hararna ska sluta trycka och istället springa upp och ge skottchans för "klapparna" eller någon av passkyttarna. Den jaktformen är förekommer på slättmark.
Tidigare förekom det även att man fångade hare med fälla. En sådan bestod av en snara som gjordes av en tunn ståltråd som applicerades vid ett känt område där det fanns harar. Denna jaktmetod är idag förbjuden i många länder.
Hagelgevär är det vapen som används vid harjakt. Rekommenderat längsta avstånd vid harjakt är 20-25 meter. Vid längre avstånd bör man avstå skott. Vid jakt med hagelgevär finns det risk för skadeskjutningar. Eftersom hagelsvärmen får spridning finns det risk att bara enstaka hagel träffar haren utan att den dör, vilket leder till livslångt lidande. I Danmark sköts ett antal harar med vanligt gevär och röntgenundersökning visade ifall de hade mindre blyhagel i kroppen. Av hararna påträffades 8% med hagel i kroppen från skadeskjutningar.

### Rådjursjakt
Jakten bedrivs vanligen på två sätt: pürch under sensommaren och jakt med hund under hösten. Även jakt med drevkedja förekommer. Med pürch menas egentligen smygjakt med kulgevär, men även jakt från en plats eller kombination av smygande och sittande jakt räknas i dagligt tal till pürchjakt. Hundar används antingen som drivande hund eller stötande hund. Drivande hundar ska vara långsamma såsom tax och skällande förfölja viltet under mer än fem minuter så att skottchanser ges när jägaren placerat sig där viltet förväntas passera. Stötande hundar, typ wachtelhund eller spaniel, används med fördel i mindre viltrika områden. Hunden förföljer viltet en kort bit och återvänder sedan tillbaks till jaktområdet där ett nytt djur söks upp och "stöts" ut så att skottchans kan uppstå.
När ett djur drivs framåt av hund kallas det för bukta då djuret vänder tillbaka. Man eftersträvar normalt att drevdjuret ska bukta ofta för att hålla sig kvar på ett litet område så jägaren kan komma nära drevdjuret för observation eller skott. Detta erhålls genom att använda kortbenta hundar som driver djuret långsamt. Då känner sig djuret tryggt och förflyttar sig lugnt fram och tillbaka på dess hemmamarker.
Rådjursrenhet är ett inlärt beteende hos vissa jakthundar att inte söka, spåra, driva eller stöta rådjur eller hjort. Hundar som används för löshundsjakt under de tider på året då rådjursjakt inte är tillåten måste vara rådjursrena. Även alla medelstora och stora drivande hundar, som stövare, måste vara rådjursrena då de är snabbdrivande. De skulle alltså kunna hinna upp rådjuret, varvid det finns risk för hetsjakt som är förbjuden i lag. Hundars rådjursrenhet testas vid särskilda jaktprov.

### Rävjakt
Jakt efter räv bedrivs med drivande hundar, vakjakt på natten samt grytjakt. Under senare år har jakten med pipa för harskrän rönt intresse. Få jaktbara arter har vunnit så stor respekt för sin förmåga att bli varse jägaren. Med sin ypperliga syn, luktsinne och hörsel samt förmåga att ana ugglor i mossen är räven en stor utmaning. Många är de som på väg från passet sett de ringlande spåren i snön på säkert avstånd från jägaren. Således kräver jakten både tystnad och koll på vart vittringen sprids. Endast skabbrävar och årsungar kan ibland bli lätta byten.

### Grävlingsjakt
Grävling jagas ofta med ställande hundar, till exempel tysk jaktterrier eller älghundar, samt genom grytjakt eller vaktjakt sena kvällar vid havreåkrar eller utanför gryt.

## Fågeljakt

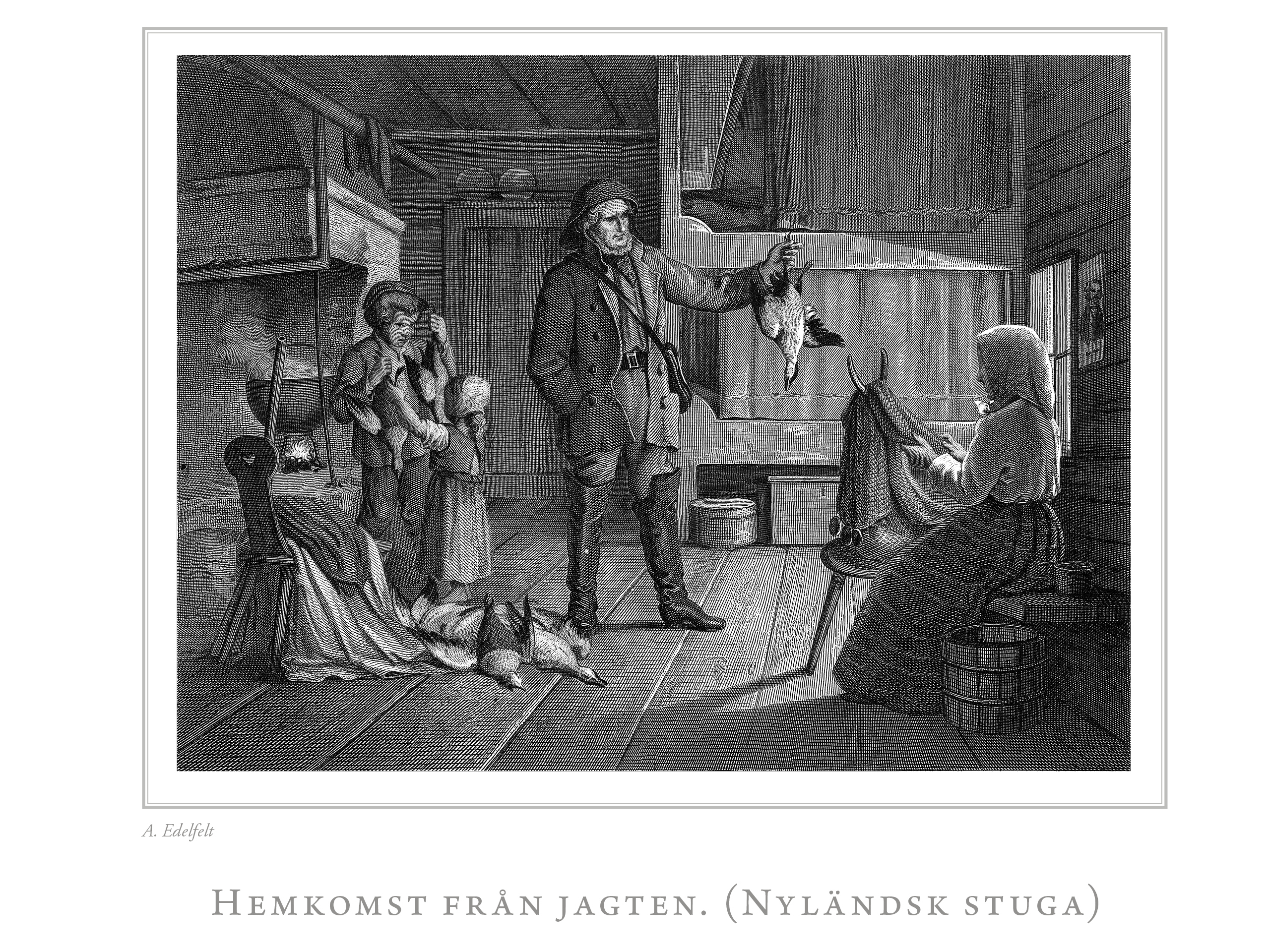
Jägare med byte från fågeljakt i Nyland på 1800-talet, från En resa i Finland.

Fågelfängare är ett föråldrat uttryck för person som yrkesmässigt eller med förkärlek bedriver fågeljakt. I Sverige är det tillåtet att jaga vissa fåglar på Nattkvist.

### Skogsfågeljakt
Skogsfågel, dvs. tjäder, orre och järpe. Tjädern jagas traditionellt med hjälp av hund - stående fågelhund samt skällande fågelhund. Den skällande fågelhunden används för att hundföraren inte skall skrämma fågeln när han/hon jagar i skog och mark. Ibland sitter tjädern/tjädrarna på marken, skräms då fågeln av hunden är risken större att den träar (sätter sig i ett träd), hunden kan även lokalisera fågel i träd och därefter markera med skall. Jägarens hund kan då distrahera fågeln med hjälp av sitt i det närmaste sövande skall. Har man en duktig hund som orkar hålla i skallet kan jägaren avancera mot fågeln tills ett säkert skott kan avfyras, med hagel eller kulgevär. Tjädern får jagas ungefär från slutet av augusti till sista januari, beroende på var i landet man bor. Den så kallade toppjakten finns det inget startdatum på. Den startar i och med snöfyllda marker som gör att tjädern letar sig upp i för det mesta talltoppar för att beta. Orren jagas på samma sätt men är svårare för många hundar att skälla fast i träden. Framför allt att få att sitta längre tid. Järpen jagas med fördel utan hund och med lockpipa. Järpen är den enda av skogsfåglarna med färgseende.

### Ripjakt
Ripjakt bedrivs mestadels med hund eller som smygjakt på hösten.
Vintertid bedrivs jakten på fjällripa med hjälp av skidor eller snöskor på mestadels barblåsta fjällsluttningar eller toppar, där fjällriporna samlas för att söka bete.

### Sjöfågeljakt
Jaktformerna varierar mellan de olika änderna och gässen. Från ytterskärgård, våtmarker till stubbåkrar.

### Kråkjakt
Förknippas oftast med jakt över uv-bulvan under våren. Innan häckningen är kråkorna mer aggressiva mot rovfåglar och rovdjur. De bråkar då gärna med en konstgjord uv, eller för den delen ett preparerat rävskinn. Under ljudliga skrän cirkulerar kråkorna över bulvanen och dyker till om med ner mot den i ett skenanfall. För att få uppmärksamhet och locka på kråkorna kan en lockpipa användas.
Kråkfåglar kan även jagas vid åtel, körsbärsträd, stubbåkrar eller vid vår- och höststräck. Kråkfåglarna anses gynnade av människans kultur och kan därmed bilda starkare stammar än naturligt, vilket lokalt kan få negativa konsekvenser för till exempel fåglar eller harar i öppna eller brutna landskap.

### Duvjakt
I Sverige finns huvudsakligen fyra arter: tamduva, ringduva, turkduva och skogsduva. Det är endast ringduvan som jagas. Den vanligaste jakten är förmodligen på eller i närheten av odlade åkrar där duvorna ofta uppträder i stora flockar. Ringduvan tycker mycket om ärtor och vete som lagt sig. Jakt på enskilda duvor bör undvikas till långt fram i slutet av augusti eftersom duvorna kan ha ungar i boet senare än vad som kan anses normalt för andra fåglar. I en dansk studie fångades ringduvor in med nät och röntgades.  Det påträffades hagel i kroppen på 3% av ringduvorna från skadeskjutningar.